# Antonio Guido Filipazzi
Antonio Guido Filipazzi (Melzo, 8 ottobre 1963) è un arcivescovo cattolico italiano, dall'8 agosto 2023 nunzio apostolico in Polonia.

## Biografia
Nasce a Melzo, in provincia ed arcidiocesi di Milano, l'8 ottobre 1963. La sua famiglia è residente a Gessate.

### Formazione e ministero sacerdotale
Dopo la maturità classica, consegue gli studi teologici presso la Sezione di Genova della Facoltà teologica dell'Italia settentrionale, dal 1982, ottenendo il baccalaureato in teologia nel 1987.
Il 14 marzo 1987 è ordinato diacono, nella concattedrale di Bobbio, dal vescovo Giacomo Barabino, mentre il 10 ottobre seguente è ordinato presbitero, a Genova, dal cardinale Giuseppe Siri. L'11 ottobre 1987 celebra a Gessate la sua prima Messa.
Il 1º settembre 1989 è incardinato nella diocesi di Ventimiglia-San Remo; nello stesso anno consegue la licenza in diritto canonico.
È vicario parrocchiale della cattedrale di Santa Maria Assunta di Ventimiglia ed insegnante di diritto canonico nel seminario vescovile "Pio XI" di Bordighera, dal 1989 al 1990.
Si trasferisce poi a Roma, dove il 12 maggio 1992 ottiene, presso la Pontificia Università della Santa Croce, il dottorato in diritto canonico e il diploma presso la Pontificia accademia ecclesiastica.
Diventa addetto e segretario di II classe della nunziatura apostolica in Sri Lanka, dal 1992 al 1995, segretario di II e I classe della nunziatura apostolica in Austria, dal 1995 al 1998, segretario di I classe e consigliere di II classe della nunziatura apostolica in Germania, dal 1998 al 2003, consigliere di nunziatura di II classe e I classe presso la sezione per i rapporti con gli Stati della Segreteria di Stato della Santa Sede, dal 2003 al 2011.
Tra gli altri incarichi è anche insegnante di diritto canonico nel Seminario Redemptoris Mater di Berlino, dal 2002 al 2003, e membro della delegazione della Santa Sede nella Commissione paritetica italo-vaticana, istituita al fine di approfondire i profili concordatari relativi al libero espletamento del ministero dei vescovi e alle connesse questioni processuali penalistiche, dal 2004 al 2011.

### Ministero episcopale
L'8 gennaio 2011 papa Benedetto XVI lo nomina arcivescovo titolare di Sutri e nunzio apostolico. Il 5 febbraio successivo riceve l'ordinazione episcopale, con gli arcivescovi Marcello Bartolucci, Savio Hon Tai-Fai, Celso Morga Iruzubieta e Edgar Peña Parra, nella basilica di San Pietro in Vaticano, per imposizione delle mani dello stesso pontefice, co-consacranti i cardinali Angelo Sodano e Tarcisio Bertone.
Il 23 marzo 2011 è nominato nunzio apostolico in Indonesia; succede a Leopoldo Girelli, precedentemente nominato nunzio apostolico a Singapore, delegato apostolico in Brunei e Malaysia e rappresentante pontificio per il Vietnam.
Nella prima omelia tenutasi nel paese a maggioranza islamica più popolato del mondo, nel quale è in vigore una legge anti-blasfemia che di fatto proibisce di criticare l'Islam, invita i cristiani a proclamare Gesù Cristo nella propria vita quotidiana.
Il 26 aprile 2017 papa Francesco lo nomina nunzio apostolico in Nigeria; succede ad Augustine Kasujja, precedentemente nominato nunzio apostolico in Belgio. Il 24 ottobre successivo è nominato anche osservatore permanente presso la Comunità economica degli Stati dell'Africa occidentale.
In Nigeria affronta la difficile situazione creatasi a causa del non riconoscimento da parte dei fedeli della diocesi di Ahiara del vescovo Peter Ebere Okpaleke.
L'8 agosto 2023 papa Francesco lo nomina nunzio apostolico in Polonia.

## Genealogia episcopale e successione apostolica
La genealogia episcopale è:
- Cardinale Scipione Rebiba
- Cardinale Giulio Antonio Santori
- Cardinale Girolamo Bernerio, O.P.
- Arcivescovo Galeazzo Sanvitale
- Cardinale Ludovico Ludovisi
- Cardinale Luigi Caetani
- Cardinale Ulderico Carpegna
- Cardinale Paluzzo Paluzzi Altieri degli Albertoni
- Papa Benedetto XIII
- Papa Benedetto XIV
- Papa Clemente XIII
- Cardinale Bernardino Giraud
- Cardinale Alessandro Mattei
- Cardinale Pietro Francesco Galleffi
- Cardinale Giacomo Filippo Fransoni
- Cardinale Antonio Saverio De Luca
- Arcivescovo Gregor Leonhard Andreas von Scherr, O.S.B.
- Arcivescovo Friedrich von Schreiber
- Arcivescovo Franz Joseph von Stein
- Arcivescovo Joseph von Schork
- Vescovo Ferdinand von Schlör
- Arcivescovo Johann Jakob von Hauck
- Vescovo Ludwig Sebastian
- Cardinale Joseph Wendel
- Arcivescovo Josef Schneider
- Vescovo Josef Stangl
- Papa Benedetto XVI
- Arcivescovo Antonio Guido Filipazzi

La successione apostolica è:
- Vescovo Benedictus Estephanus Rolly Untu, M.S.C. (2017)
- Vescovo Ernest Obodo (2018)
- Vescovo Patrick Eluke (2019)
- Vescovo Augustine Ndubueze Echema (2020)
- Vescovo Julius Yakubu Kundi (2020)
- Vescovo Michael Kalu Ukpong (2020)
- Vescovo Luka Sylvester Gopep (2021)
- Vescovo David Ajang (2021)
- Vescovo Peter Nworie Chukwu (2021)
- Vescovo Isaac Bunde Dugu (2022)
- Vescovo John Bogna Bakeni (2022)
- Vescovo Anthony Ovayero Ewherido (2023)
- Vescovo Mark Maigida Nzukwein (2023)
- Vescovo Tomasz Zbigniew Sztajerwald (2024)